# 六四事件人物
下面列出六四天安门事件中的相關人物，包括學生運動的發起人和領袖及牽涉的中國共產黨和中華人民共和國領導人。

## 學生領袖

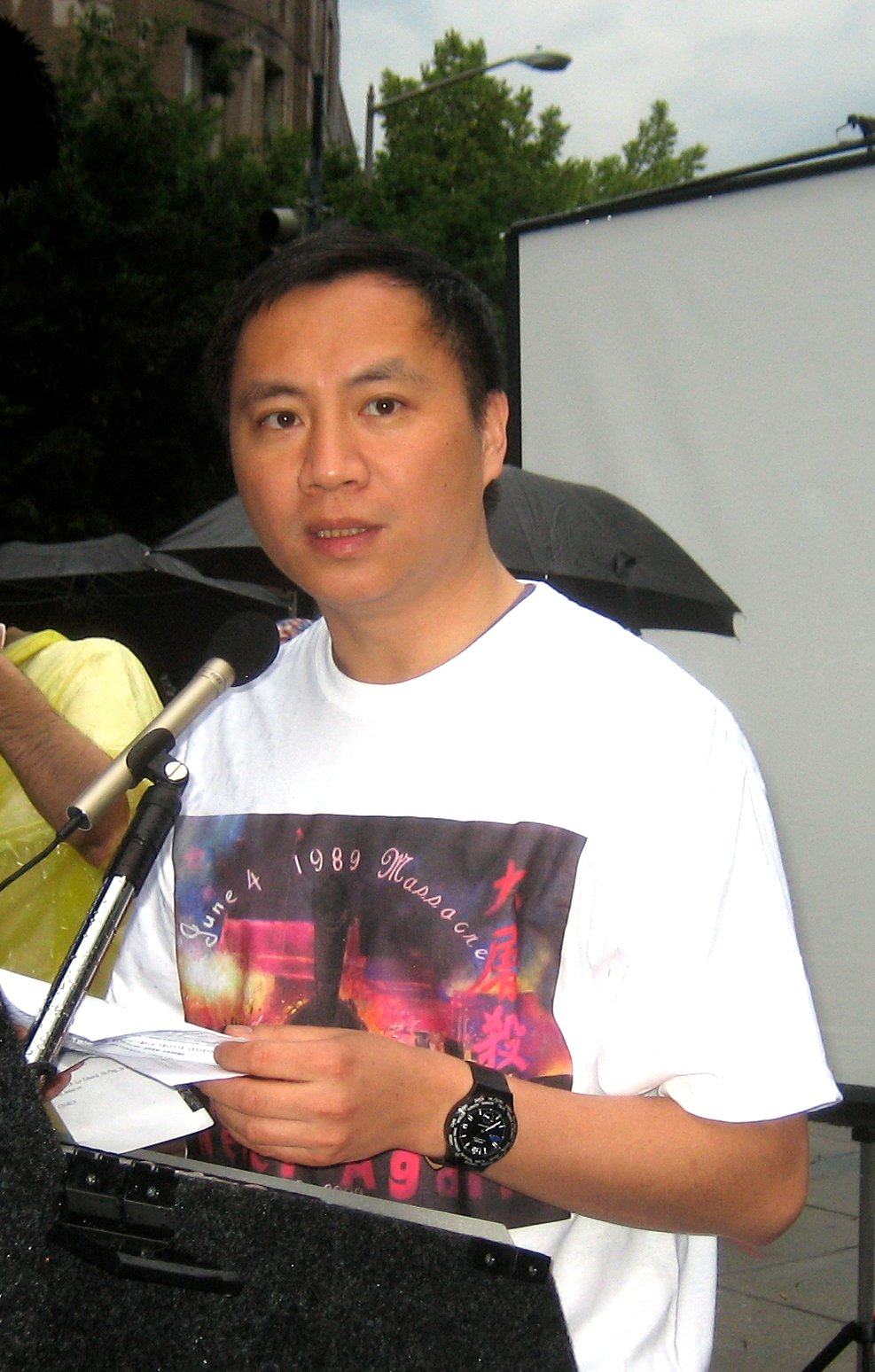
学运领袖王丹，在六四20周年纪念会上

- 王丹，原北大歷史系本科生，在吾爾開希之後、柴玲之前領導北高聯，他未能逃出，被判監禁，于1997年保外就医，1998年流亡美国。
- 吾爾開希，原北師大學生，曾任北高聯主席，絕食抗議期間曾與總理李鵬會面，六四事件后逃往美国，1996年定居台湾台中。
- 劉剛，原北京大學物理系研究生，北高聯發起人之一。六四事件后被判刑六年，1995年刑滿釋放，1996年流亡美国。
- 柴玲，原北師大兒童心理研究所碩士研究生，絕食發起者之一，天安門廣場絕食團、保衛天安門廣場指揮部總指揮，1990年经香港逃离中国大陆，后定居美国。
- 胡锡进，中国人民解放军87153部队教员，2005年出任环球时报总编辑，2021年退休。
- 周鋒鎖，原清華大學四年級學生，后被判刑一年，1995年前往美国定居。
- 翟偉民，原北京经济学院学生，北高联常委，后被判刑三年半，现定居河南洛阳。
- 馬少方，原北京電影學院學生，北高聯常委，后被判刑三年，现定居广东深圳。
- 封從德，原北京大學學生，北大籌委會常委、北高聯主席，及絕食團和廣場指揮部副總指揮，六四事件后逃往法国，后在美国定居。
- 王有才，原北京大學物理學研究生，北高聯第二任秘書長，后被判刑三年，1998年再次被判刑十一年，2004年在保外就医后前往美国。
- 張伯笠，原鐵路工程報社記者，天安門學生運動副總指揮，六四事件后逃往苏联但被遣返，1991年逃往香港并向美国申请政治庇护，后前往美国。
- 孔庆东，北大學運籌委會主席，后退出[1]
- 李錄，原南京大學經濟學本科生，后抵达美国。
- 熊焱，原北京大學法律系研究生，六四事件后被捕，1991年出狱，1992年前往香港并随后定居美国。
- 朱利全，原南京大學哲学系研究生。

## 党政領導

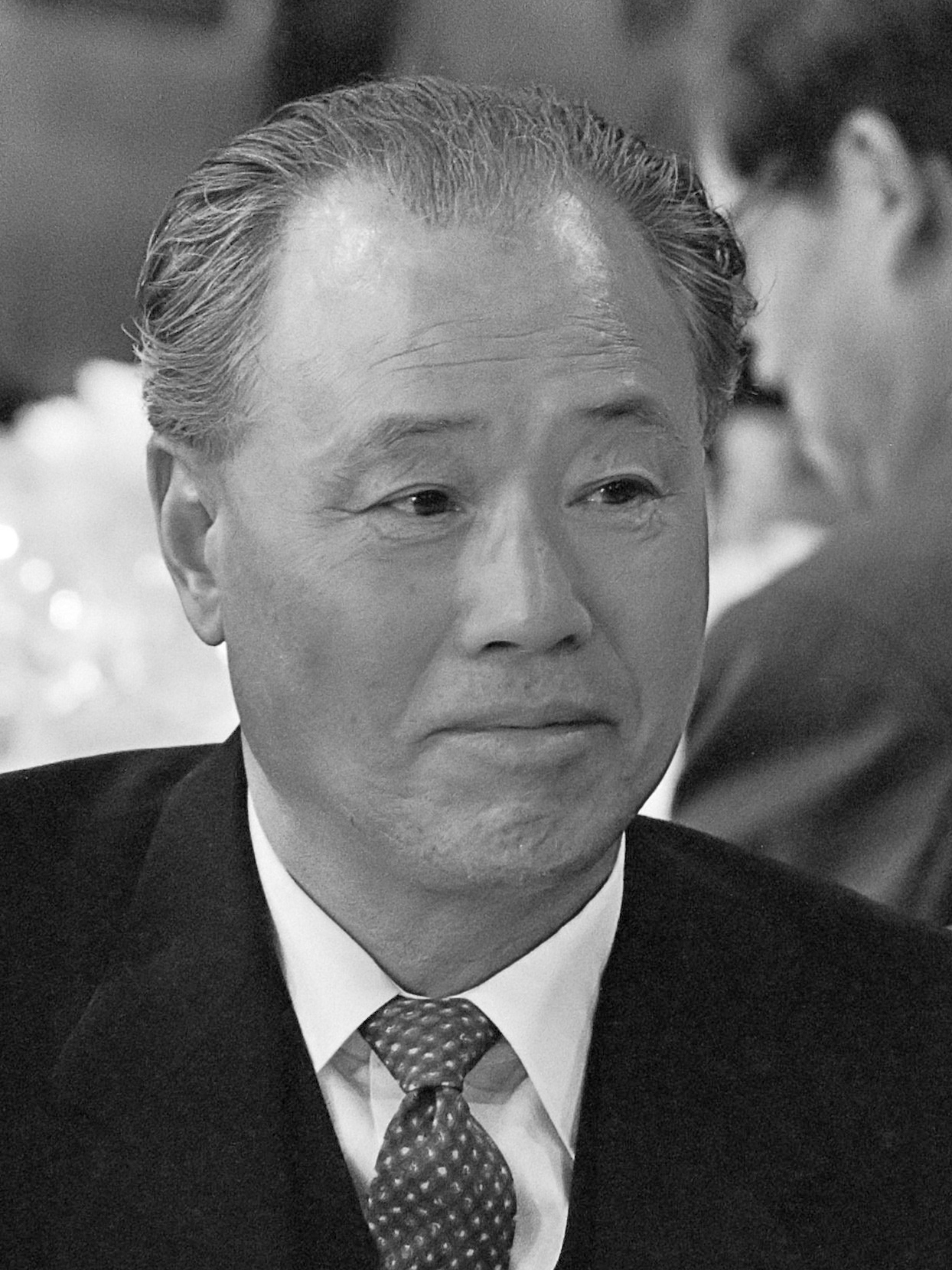
赵紫阳总书记

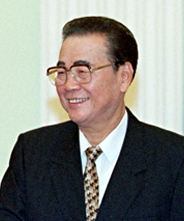
国务院总理李鹏

- 趙紫陽，曾任国务院总理，時任中共中央总书记兼中央军委第一副主席，曾被視為鄧小平的接班人，对学生表達理解，反对以武力鎮壓，事後拒絕認錯，在中共十三届四中全会上被免职并被軟禁至2005年逝世。
- 胡耀邦，曾任中共中央主席和中共中央总书记，时任中共中央政治局委员，改革派代表人物，1989年4月15日病逝，全國舉行悼念活動，从而成為六四事件的導火線。
- 鄧小平，曾任中共中央顧問委員會主任，時任中央軍事委員會主席，中共元老之首，是當時實際上的黨和國家最高領導人，被陳雲要求鎮壓學生並罷黜趙紫陽，1990年退休，1997年逝世。
- 陳雲，曾任中共中央紀委第一書記，時任中央顧問委員會主任，分管組織人事，中共元老之一，是當時實際上的第二號領導人。六四時召開中顧委常委會，促成元老們同意清場，1992年退休，1995年逝世。
- 李鵬，时任中共中央政治局常委兼国务院总理，保守派代表，簽署並頒布戒嚴令，亦有指他限制內部資訊，遊說鄧小平等元老下令軍隊清場[2]。李鹏由于其姿态、言论，是六四过程中最被学生敌视的目标。1998年任满后改任全国人大常委会委员长，2003年退休，2019年逝世。
- 喬石，时任中共中央政治局常委兼中央纪律检查委员会书记、中央政法委员会书记，在事件中表现中立，没有明确表态。1993年改任全国人大常委会委员长，1998年退休，2015年逝世。
- 胡啟立，时任中共中央政治局常委兼中共中央书记处书记，后因支持赵紫阳被免去所有职务，仅保留中国共产党中央委员会委员职务。1991年复出担任机械电子工业部副部长，1998年当选全国政协副主席，2003年退休。
- 姚依林，时任中共中央政治局常委兼国务院副总理，坚决支持李鹏，对学生运动采取军事镇压，并是唯一一位没有与学生对话的政治局常委。1993年退休，1994年逝世。
- 楊尚昆，时任中共中央政治局委员兼國家主席、中央軍委副主席，中共元老及軍方主要領導人之一，曾提議與群眾對話，他最终表明坚决支持邓小平，六四后曾劝说赵紫阳「认错」，1993年退休，1998年逝世。
- 万里，时任中共中央政治局委员兼全国人大常委会委员长，中共元老之一，六四前正出访加拿大，群眾曾寄望作为国家权力机构首长的他以法律凌驾中共元老会议的決策；多份資料均指萬里在國外的發言引起鄧小平疑慮，要求他先抵上海，查察其政治取向後終獲准返京[3][4]，1993年退休，2015年逝世。
- 李先念，曾任国家主席，时任全国政协主席，中共元老之一，六四時公開表態支持中央決定，稱事件是因為極少數人製造複雜局面，1992年逝世。
- 王震，时任国家副主席，中共元老之一，认为六四事件是少数人制造出来，目的是推翻中共，支持武力镇压，1993年逝世。
- 薄一波，时任中央顾问委员会副主任，中共元老之一，曾严厉批评胡耀邦，促使其辞去党总书记，六四时表明要果断采取措施，1992年退休，2007年逝世。
- 習仲勛，时任全国人大常委会副委员长，中共元老之一，反对武力镇压，并对赵紫阳等人的遭遇表示同情，1993年退休，2002年逝世。
- 李錫銘，时任中共中央政治局委员兼中共北京市委书记，六四事件前夕認定學潮是政治鬥爭。1993年出任全國人大常委會副委員長。1998年退休，2008年逝世。
- 陈希同，时任北京市长，支持戒严及镇压等。1995年被控贪污四千万元人民币入狱，1998年被判有期徒刑16年，2004年被獲准保外就醫，2013年逝世。
- 阎明复，时任中共中央书记处书记、全国政协副主席，六四事件后被免职，1991年复出担任民政部副部长，1997年退休。
- 芮杏文，时任中共中央书记处书记、中央宣传思想工作领导小组副组长，六四事件后被免职，1991年复出担任国家计划委员会副主任，2004年退休，2005年逝世。
- 刘华清，时任中央军委副秘书长，六四事件期间担任戒严部队总指挥，后获得提拔在十三届五中全会上被增补为中央军委副主席，1992年当选中共中央政治局常委，1998年退休，2011年逝世。
- 迟浩田，时任解放军总参谋长，六四事件期间担任戒严部队副总指挥。后获得提拔在1993年出任国务委员兼国防部长，1995年被增补为中央军委副主席，1997年成为中共中央政治局委员，2003年退休。
- 江澤民，时任中共中央政治局委员兼中共上海市委書記。六四後獲邓小平信任，並接任總書記一職，後來被鄧小平認同是「合格的黨總書記」，讓其接任中央軍委主席，正式成为中共第三代领导集体核心，2005年退休，2022年逝世[5]。
- 宋平，时任中共中央政治局委员兼中央组织部部长。六四事件后获得提拔，在中共十三届四中全会上被增补为中共中央政治局常委。1992年退休。
- 李瑞环，时任中共中央政治局委员兼中共天津市委书记。六四事件后获得提拔，在中共十三届四中全会上被增补为中共中央政治局常委、中央书记处书记。1993年出任全国政协主席，2003年退休。
- 朱鎔基，时任中共上海市委副书记兼上海市长，六四期间称上海不同于北京，拒绝出动军队避免激化矛盾。1991年获得邓小平提拔被增补为国务院副总理，1992年成为中共中央政治局常委，並在1993年担任排名第一的国务院副总理。于1998年接替任期届满的李鹏出任国务院总理，2003年退休。
- 溫家寶，时任中共中央书记处候补书记兼中共中央办公厅主任，曾陪同趙紫陽到天安門廣場慰問學生，经历三代总书记（胡耀邦、赵紫阳、江泽民），其中两人被撤换，自身仕途未受任何影響，后在1998年担任国务院副总理，并於2003年接替朱镕基出任国务院总理，2013年退休。
- 罗干，时任国务院秘书长，作为时任国务院总理李鹏的秘书参与了六四事件的全部决策并传达和执行了李鹏的命令。1993年出任国务委员，1998年出任中共中央政法委书记，2002年出任中共中央政治局常委，2007年退休。
- 周衣冰，时任北京军区司令员，六四期间负责指挥北京戒严。1990年退役，2017年逝世。
- 鲍彤，时任中共中央政治体制改革办公室主任，中国共产党第十三届中央委员，曾任赵紫阳的秘书。六四事件后被逮捕并判刑7年，1996年刑满释放并被软禁至2022年逝世。
- 李锐，时任中共中央顾问委员会委员，曾担任毛泽东的秘书。六四事件前夕曾致信中央军委等呼吁学生和军队双方无条件撤退，后在中顾委内部挨批，但因陈云批示没有被开除党籍。1992年退休，2019年逝世。
- 袁木，时任國務院發言人，2000年退休，2018年逝世。

## 知識分子
- 侯德健，台灣校園民歌歌手，發起「六二絕食宣言」聲言絕食72小時，後被驅逐出境。
- 北島，詩人，多次聯署要求中共實施政治改革。
- 嚴家其，中國社會科學院政治研究所所長
- 戴晴，著名作家，中共元老葉劍英之養女。
- 劉曉波，原北京師範大學中文系講師，2010年诺贝尔和平奖得主，2017年去世。
- 方励之，中国科学技术大学原副校长，六四以后，被美国大使馆保护，1990年抵达美国，2012年去世。
- 金灿荣，中国人民大学国际关系学院副院长、教授。

## 其他人物
- 丁子霖，中國人民大學哲學系教授，兒子蔣捷連在六四事件中丧生，天安門母親運動組織發起人。
- 欽本立，世界經濟導報總編輯，1991年去世
- 薛飛，中央電視台《新聞聯播》節目主播，事件后离开主播台
- 杜憲，中央電視台《新聞聯播》節目主播，事件后离开主播台
- 张宏民，中央電視台《新聞聯播》節目主播，事件后短暂离开主播台，后复出
- 吳曉鏞，中国国际广播电台英语部节目负责人，前中华人民共和国外交部部长吴学谦的儿子，现凤凰卫视美洲台台长。
- 李旺陽，邵陽市工人自治聯合會主席，2012年去世（死因有争议）
- 徐勤先，时任38军军长，六四前夕因认为镇压命令没有时任中央军委第一副主席赵紫阳的同意而拒絕在部隊調兵令上簽字的軍人，六四後曾入獄，2021年去世

## 相關組織
- 北京高校學生自治聯合會，簡稱「北高聯」（該組織成員所用）或「高自聯」（高校学生自治联合会）（中国政府所用）
- 北京大學
- 中央美術學院
- 中國中央電視台
- 北京國際廣播電台
- 新華社
- 人民日報